# Ю
Ю, ю (en cursiva Ю, ю) és una lletra de l'alfabet ciríl·lic. És la vint-i-novena lletra de l'alfabet búlgar, la trenta-unena de l'alfabet belarús, la trenta-dosena de l'alfabet rus i ucraïnès.

## Orígens
A més de la forma I-O, a manuscrits primitius escrits en antic eslau eclesiàstic la lletra hi apareix també en la seva forma reflectada O-I. És aquesta la forma que probablement és l'original, representant fidelment la combinació grega οι. En els temps en què l'alfabet grec fou adaptat a l'antic eslau eclesiàstic (donant lloc a l'alfabet ciríl·lic), aquest dígraf representava la vocal tancada anterior arrodonida /y/ del grec culte. El dígraf οι era tan bàsic per als grecoparlants que la lletra υ, que representava el mateix so s'anomenà aleshores υ ψιλόν (ípsilon), υ 'simple' en contrast amb οι 'complexa'.
Potser, de manera anàloga a les altres lletres iotitzades, Ѥ, ІА, Ѩ i Ѭ, que tenien funcions semblants a l'antic eslau eclesiàstic, aquesta lligadura OI va començar aviat a reflectar-se en la forma actual Ю.

## Taula de codis
| Codificació de caràcters | Tipus     | Decimal | Hexadecimal | Octal  | Binari              |
| ------------------------ | --------- | ------- | ----------- | ------ | ------------------- |
| Unicode                  | Majúscula | 1070    | 042E        | 002056 | 0000 0100 0010 1110 |
| Unicode                  | Minúscula | 1102    | 044E        | 002116 | 0000 0100 0100 1110 |
| ISO 8859-5               | Majúscula | 206     | CE          | 316    | 1100 1110           |
| ISO 8859-5               | Minúscula | 238     | EE          | 356    | 1110 1110           |
| KOI 8                    | Majúscula | 224     | E0          | 340    | 1110 0000           |
| KOI 8                    | Minúscula | 192     | C0          | 300    | 1100 0000           |
| Windows 1251             | Majúscula | 222     | DE          | 336    | 1101 1110           |
| Windows 1251             | Minúscula | 254     | FE          | 376    | 1111 1110           |